# Anne-Adrien-Firmin Pillon-Duchemin
Anne-Adrien-Firmin Pillon-Duchemin (Paris, 15 mai 1766 - Montrouge, 27 février 1844) est un auteur dramatique et écrivain français.

## Biographie
Anne-Adrien-Firmin Pillon-Duchemin est le fils de Firmin Fidèle Pillon, directeur des carrosses et messageries de Bretagne, et de Jeanne Catherine Rémond.
Il est receveur des domaines avant de se consacrer entièrement à la littérature.

## Œuvres
- Les Pourquoi d'un patriote aux Constitutionnaires, 1790
- Le Chansonnier de la paix, divertissement en un acte et en vaudevilles, avec René Charles Guilbert de Pixérécourt, 1801
- Tous les niais de Paris, ou le Catafalque de Cadet-Roussel, bluette tragique en 5 actes et en vers, avec Perin, 1801
- L'Amant muet, comédie en 1 acte et en prose, mêlée de vaudevilles, 1802
- La Grande Ville, ou les Parisiens vengés, comédie épisodique en 3 actes, en prose, avec René Perin, 1802
- Un petit mot sur Pierre-le-Grand, tragédie en 5 actes, 1803
- Molé aux Champs-Élysées, hommage en vers, mêlé de chants et de danses, avec Perin, 1803
- Les Deux Colonels, comédie en 2 actes et en vers, 1805
- La Comédie aux Champs-Élysées, hommage à Collin d'Harleville, en 1 acte et en vers, 1806
- Le Triomphe d'Alcide à Athènes, drame héroïque en deux actes, mêlé de chants et de danses, avec Pierre-Louis Moline, 1806
- Essai sur la Franc-maçonnerie, poème en 3 chants, 1807
- Lucien moderne, ou Légère esquisse du tableau du siècle, dialogues entre un singe et un perroquet, 1807
- Numa Pompilius au palais des Tuileries, 1811
- Le Cri des Français. Le roi est mort ! Vive le roi !, stances élégiaques sur la mort de Louis XVIII et sur l'avènement de Charles X au Trône, 1824
- La Coupole de l'église Sainte-Geneviève, 1825
- Nouveau théâtre d'éducation à l'usage des demoiselles, 1836
- La Mort de Cadet Roussel, tragédie pour rire en cinq actes et en vers, avec Perin, non datée